# Hugo Liepmann

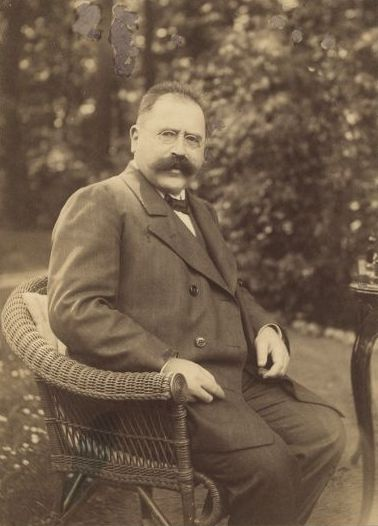
Hugo Liepmann

Hugo Karl Liepmann (* 9. April 1863 in Berlin; † 6. Mai 1925 ebenda) war ein deutscher Neurologe. Er galt als einer der führenden Hirnforscher seiner Zeit und ist durch die Benennung und Klassifikation der Apraxien in Erinnerung geblieben.

## Leben
Hugo Liepmann war ein Sohn des Bankiers Louis Liepmann (1816–1906) und der Fanny Plaut; sein Bruder war der Jurist Paul Liepmann.
Von 1895 bis 1899 war er Assistent von Carl Wernicke in Breslau. Er promovierte 1894 und habilitierte sich 1901 an der Charité in Berlin. Von 1914 bis 1920 war er als Nachfolger von Carl Moeli (1849–1919) Direktor der Anstalt Herzberge.
Im Jahr 1897 heiratete er Agathe Bleichröder, eine Tochter des Bankiers Julius Bleichröder. Die gemeinsame Tochter Dorothea (* 1900) heiratete den Architekten Hermann Zweigenthal.

## Forschung
Die Apraxie, das Unvermögen einer gehirngeschädigten Person, trotz erhaltener Persönlichkeit, Intelligenz, Kraft und Koordination bestimmte sinnvolle Handlungen auszuführen, stellte einen Schwerpunkt seiner wissenschaftlichen Arbeit dar. Bereits 1900 hatte er das Läsionsbild unter diesem Namen beschrieben. Seine Klassifikation, die er 1908 publizierte, beruhte auf der Vorstellung, dass für die Erstellung eines Handlungsplans und dessen Ausführung unterschiedliche Lokalisationen im Gehirn anzunehmen seien. Dementsprechend unterteilte er sie in ideatorische und ideokinetische (später als ideomotorisch bezeichnete) Apraxien. Diese Einteilung wird heutzutage jedoch zunehmend verlassen.

## Schriften
- Das Krankheitsbild der Apraxie („motorischen Asymbolie“) auf Grund eines Falles von einseitiger Apraxie. In: Monatsschrift für Psychiatrie und Neurologie. Bd. 8 (1900), S. 3–78.
- Ueber Störungen des Handelns bei Gehirnkranken . Karger, Berlin 1905
- Über die agnostischen Störungen. In: Neurologisches Centralblatt. Bd. 13 (1908), S. 609–617, 664–675.
- Normale und pathologische Physiologie des Gehirns. Inː Hans Curschmann (Hrsg.): Lehrbuch der Nervenkrankheiten. Springer, Berlin 1909, S. 395–493.